# Malayan Peoples' Anti-Japanese Army
La Malayan People's Anti-Japanese Army (en français : armée anti-japonaise du peuple malais), abrégé MPAJA, est un groupe paramilitaire étant actif pendant l'occupation japonaise de la Malaisie de 1942 à 1945. 
Composé principalement de guérilleros d'origine chinoise, le MPAJA était le plus grand groupe de résistance anti-japonais en Malaisie. Fondé le 18 décembre 1941 lors de l'invasion japonaise de la Malaisie, le MPAJA fut conçu dans le cadre d'un effort combiné du Parti communiste malais (MCP), du gouvernement colonial britannique et de divers groupes anti-japonais luttant l'occupation japonaise du territoire malais. Bien qu'étant officiellement deux organisations différentes, beaucoup considéraient le MPAJA comme une branche armée de facto du MCP en raison de son leadership composé principalement de communistes chinois. De nombreux ex-guérilleros du MPAJA rejoindront plus tard le MCP dans son conflit ouvert avec le BMA lors de l'Insurrection communiste malaise.